# Cyprinion
Cyprinion è un genere di pesci appartenenti alla famiglia Cyprinidae. Attualmente in questo genere sono riconosciute 10 specie.

## Specie
- Cyprinion acinaces Banister & M. A. Clarke, 1977
- Cyprinion kais Heckel, 1843
- Cyprinion macrostomum Heckel, 1843
- Cyprinion mhalensis Alkahem & Behnke, 1983
- Cyprinion microphthalmum (F. Day, 1880)
- Cyprinion milesi (F. Day, 1880)
- Cyprinion semiplotum (McClelland, 1839)
- Cyprinion tenuiradius Heckel, 1847
- Cyprinion watsoni (F. Day, 1872)